# Peridiscus
Peridiscus es un género con una sola especie perteneciente a la familia Peridiscaceae. 